# Tamtunt
Le tamtunt est un pain levé algérien de Kabylie. La particularité de ce pain est qu'il peut être préparé de deux manières. Il peut être frit dans de l'huile ou cuit au four. Sa friture lui donne une texture de pain mais aussi de beignet, tandis que sa cuisson au four donne lui donne un aspect brioché.
Il est servi avec de la chorba, du café et peut être mangé également avec du fromage blanc populaire en Kabylie.